# Ostrowskia magnifica
Ostrowskia magnifica – gatunek roślin z rodziny dzwonkowatych reprezentujący monotypowy rodzaj Ostrowskia. Jest endemitem Azji Środkowej – rośnie w Kirgistanie i Tadżykistanie. Występuje tam w lasach liściastych i nad brzegami rzek na rzędnych od 1200 do 2300 m n.p.m. Kwitnie w czerwcu i lipcu. Roślina uprawiana bywa jako ozdobna, aczkolwiek opisywana jest jako trudna w uprawie.

## Morfologia
PokrójBylina o korzeniach bulwiastych, o pędach prosto wzniesionych, osiągająca do 1,5–2,5 m wysokości.
LiścieOkółkowe, osiągające 10–21 cm długości.
KwiatyOkazałe, osiągające do 8–15 cm średnicy, wyrastające na szypułkach i skupione w szczytową wiechę. Kielich  zwykle z 7 działek (czasem 5–9). Korona biała, jasnoliliowa czasem niebieska, zrosłopłatkowa, lejkowato-dzwonkowata z 7, rzadziej 5 lub 9 łatkami krótszymi od rurki. Pręciki w liczbie 7 (czasem 5 lub 9), na nitkach rozszerzonych u nasady, z pylnikami trzy razy dłuższymi od nitek. Zalążnia 7- rzadziej 5- lub 9-komorowa.
OwoceTorebki otwierające się pęknięciami, zawierające wąskooskrzydlone nasiona.

## Systematyka
Pozycja systematyczna
Rodzaj z rodziny dzwonkowatych Campanulaceae klasyfikowany w jej obrębie do podrodziny Campanuloideae.